# Bruno De Negri
Bruno De Negri (Genova, 11 agosto 1912 – ...) è stato un calciatore italiano, di ruolo centrocampista.

## Carriera
In gioventù militò nella Calciatori Ponticello di Genova.
Esordisce in Serie A il 1º dicembre 1935 nel pareggio esterno del Genova 1893 per 1-1 contro la Lazio. Nella sua unica stagione con i rossoblu giocherà quattro incontri, l'ultimo dei quali fu la sconfitta casalinga per 2-0 contro il Torino il 22 dicembre seguente. Con il Grifone ottiene dunque l'undicesimo posto nel 1935-1936.
La stagione seguente passa all'Entella Chiavari, in Serie C, club con cui milita due annate ottenendo il sesto posto nel Girone C nel 1937 e l'ottavo nella successiva.
Nel 1938 lascia l'Entella passa al Manlio Cavagnaro sempre in Serie C, nuova denominazione della Sestrese, con cui ottiene due secondi posti nelle stagioni 1938-1939 e 1939-1940 nel Girone D. Nella Serie C 1940-1941 con la sua società vince il proprio girone, mancando la promozione in cadetteria poiché nei gironi finali si piazza all'ultimo posto del Girone A, a tre punti dalla zona promozione.
Nel 1946 viene inserito in lista di trasferimento dal Pontedecimo.

## Palmarès

### Club

#### Competizioni nazionali
- Serie C: 1

Manlio Cavagnaro: 1940-1941 (girone D)